# さよならソルシエ
『さよならソルシエ』（bon au revoir, Sorcier）は、穂積による日本の漫画。『月刊フラワーズ』（小学館）にて2012年10月号から2013年10月号まで連載された。単行本は全2巻が小学館（フラワーコミックスα）から刊行されている。19世紀末のパリを舞台に、画商のテオドルス・ファン・ゴッホを主人公に、その兄で無名だった頃の画家フィンセント・ファン・ゴッホとの関係を交えながらテオドルスが時代を切り開いていく様を描いた作品。
宝島社「このマンガがすごい!」2014年オンナ編1位。
2016年にミュージカル（2017年に再演）、また音楽朗読劇として上演された（後述）。

## あらすじ
19世紀末のパリ。ブルジョワばかりを顧客に抱える一流画廊「グーピル商会」の支店長で、パリ一の画商と名高いテオドルス・ファン・ゴッホは、新しい才能と芸術の開放を求めていた。しかし、時は権威と保守に満ち、芸術とは上流階級のためのもの、平民は芸術を理解できないとされている時代。
「体制は内側から壊すほうが面白い」、テオドルスは、アカデミーに認められない、人々のありのままの日常を描いた作品を世に出すため、高い壁を打ち壊さんと奮闘する。

## 登場人物
テオドルス・ファン・ゴッホ
演 - ミュージカル：良知真次　朗読劇：諏訪部順一
モンマルトル通り19番街にある、顧客はブルジョワばかりの一流画廊「グーピル商会」の支店長。
顧客の好みや習慣を記憶しており、時にはその行動を先読みし、「ソルシエ（魔法使い）のようだ」と驚かれるが、芸術を一般に広めようとする行動は品格がないと非難される。
兄の絵は人の人生を変える才能がある、100年愛される画家になれると確信しているが、一方で愛憎入り混じった複雑な感情を抱く。
フィンセント・ファン・ゴッホ
演 - ミュージカル：平野良　朗読劇：浜田賢二
テオドルスの兄。無名の画家。テオドルスいわく「生まれつき怒りという感情が欠如しているらしい」。
マルクス
演 - ミュージカル：青木一馬　朗読劇：三木眞一郎
「グーピル商会」社員。支店長としての責任感に欠け、自由気ままに行動するテオドルスに振り回される。
ボドリアール
演 - ミュージカル：窪寺昭
フランス学士院お抱えの美術評論家。粗末な身なりで市井に紛れ、浮浪者たちにチェスの勝負を挑んでは金を巻き上げている。
テオドルスに「（評論が）駄文の極み」「特権階級に媚びへつらった礼賛記事」とこき下ろされる。
サリス
テオドルスが常連の酒場「シャノワール」の店主。店には、日の目を見ないモンマルトル中の芸術家の卵たちが集う。
アンリ・ド・トゥールーズ＝ロートレック
演 - ミュージカル：初演 土屋シオン　再演 反橋宗一郎 　朗読劇：内田雄馬
シャノワールの常連客。主にムーラン・ド・ラ・ギャレットの娼婦を描く22歳の画家。来店していたテオドルスに気が付き、権威の犬は出て行けと凄むが、彼が保守側の人間ではないと知り、考えを改める。
ジェローム
演 - ミュージカル：泉見洋平　朗読劇：三木眞一郎
アカデミーの重鎮。芸術の格式高さを守るためには、目障りなものは排除すればよいと考えており、アカデミーに抗議に訪れた売れない画家の利き手を折らせるなど容赦がない。

## 書誌情報
- 穂積 『さよならソルシエ』 小学館〈フラワーコミックα〉 全2巻[2]
  1. 2013年5月10日発売、ISBN 978-4-09-135202-6[6]
  2. 2013年11月8日発売、ISBN 978-4-09-135579-9[7]

## 舞台化

### ミュージカル
同名でミュージカル化され、2016年3月17日から3月21日にZeppブルーシアター六本木にて上演された。また、2017年3月17日から3月20日にシアター1010にて再演もされた。

#### キャスト
ここでは「登場人物」で記述されている以外のキャストを記載。
- エミール・ベルナール - 初演：小野健斗[5]　再演：輝馬
- ポール・ゴーギャン - Kimeru[5]
- ポール・シニャック - 初演：吉田大輝　再演：上田堪大
- ジャン・サントロ - 合田雅吏

#### スタッフ
- 脚本・演出：西田大輔
- 音楽：かみむら周平

### 音楽朗読劇
SOUND THEATRE（サウンドシアター）による音楽朗読劇が2016年12月3日、4日に市川市文化会館大ホールにて上演された。

#### キャスト
- 朗読
  - テオドルス・ファン・ゴッホ - 諏訪部順一
  - フィンセント・ファン・ゴッホ - 浜田賢二
  - アンリ・ド・トゥールーズ=ロートレック - 内田雄馬
  - ジャン・サントロ - 三木眞一郎
- 演奏・ライブペイント
  - ヴァイオリン - 土屋雄作
  - ピアノ - 栗林すみれ
  - ウッドベース - 土村和史
  - ライブペイント - さとうたけし

#### スタッフ
- 脚本：三浦香
- 脚色・演出：平光琢也
- 音楽監督：土屋雄作